# 10205 Pokorný
10205 Pokorný eller 1997 PX1 är en asteroid i huvudbältet som upptäcktes den 7 augusti 1997 av de båda tjeckiska astronomerna Miloš Tichý och Zdeněk Moravec vid Kleť-observatoriet. Den är uppkallad efter den tjeckiska astronomen Zdeněk Pokorný.
Asteroiden har en diameter på ungefär 5 kilometer.